# 광역두만개발계획

광역두만개발계획 가입 국가들

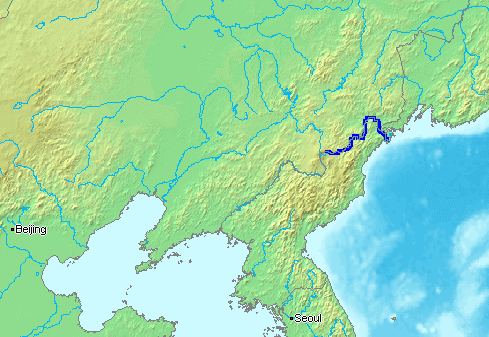
두만강의 위치

광역두만개발계획(영어: Greater Tumen Initiative, GTI)은 동북아 지역 개발 및 경제협력 증진을 위해 한국, 중국, 러시아, 몽골 간 설립된 다자간 협의체이다.

## 역사
1990년대 초 유엔개발계획이 주도한 두만강 지역개발계획(TRADP)으로 시작하였으며, 2005년에 오늘날의 광역두만개발계획으로 승격되었다. 출범 당시에는 북한이 회원국으로 포함되어 있었으나, 2009년 국제사회의 경제제재에 대한 불만을 표출하며 탈퇴를 선언하였다. 이후 회원국들은 북한의 광역두만개발계획의 재가입을 촉구하고 있다. 일본은 2018년부터 가입 의사를 타진하였으며, 옵저버 지위를 갖고 있다. 현재까지 광역두만개발계획은 총회를 지속적으로 개최하고 있다.

## 구성
광역두만개발계획은 각국의 재정부가 관리하고 있으며, 한국은 대한민국 기획재정부가 이를 담당한다.
- 총회
- 조정관회의
- 사무국
- 위원회
- 협의체

## 의의
세계 경제에서 큰 비중을 차지하는 한중일, 그리고 자원부국인 몽골과 러시아, 그리고 남북통일 이후 경제 성장의 잠재력을 가진 북한이 포함되어 있으며, 지역적 차원에서 경제협력에 대한 논의가 이뤄지는 등 중요한 시사점을 갖고 있다. 한국은 부산광역시와 강원도를, 북한은 라선특별시를, 중국은 동북3성을, 러시아는 연해주 지역을 향후 개발 지역으로 지정하였다. 몽골은 몽골의 동부 지역 개발을 목표로 하고 있다. 각국의 지역 개발과 매우 밀접하게 연결된 만큼, 회원국들은 이를 중요하게 생각하고 있다.
만약 광역두만개발계획이 실질적으로 진행된다면 동북아시아의 주요 회랑으로 발전하게 된다.

## 같이 보기
- 공급망
- 흑해 경제 협력 기구